# NGC 4717
NGC 4717 је спирална галаксија у сазвежђу Девица која се налази на NGC листи објеката дубоког неба.
Деклинација објекта је - 9° 27' 46" а ректасцензија 12h 50m 34,5s. Привидна величина (магнитуда) објекта NGC 4717 износи 14,2 а фотографска магнитуда 15,1. NGC 4717 је још познат и под ознакама MCG -1-33-23, PGC 43467.